# Trestie de zahăr
Trestia de zahăr (Saccharum officinarum) este plantă din familia Poaceae, subfamilia Panicoideae care cuprinde 3270 de specii.

## Descriere
Ca aspect planta seamănă cu bambusul sau cu porumbul. Tulpina poate atinge o grosime de 5 cm și o înălțime de 4 metri.

## Istoric
Planta este cultivată de om în Asia de Sud Est din secolul al V-lea î.e.n. Prin comerț planta a ajuns să fie cultivată prin secolul I e.n. și în Orientul Apropiat. Zahărul cristalin obținut din trestie de zahăr se păstra mai bine, fiind mai adecvat pentru transport. Din cauza dificultăților de producere a zahărului, costul unui kilogram, era echivalentul mediu a două salarii unui cetățean obișnuit. Abia prin anul 1500 prin cultivarea plantei în coloniile din Brazilia, prețul zahărului scade.
În bazinul mediteraneean, prin comerțul cu arabii, planta era cunoscută deja în perioada romană fiind, până la obținerea din sfeclă, singura sursă de zahăr. Originea trestiei de zahăr este controversat revendicată în India și în China. Prin portughezi planta ajunge în America de Sud.

### În prezent

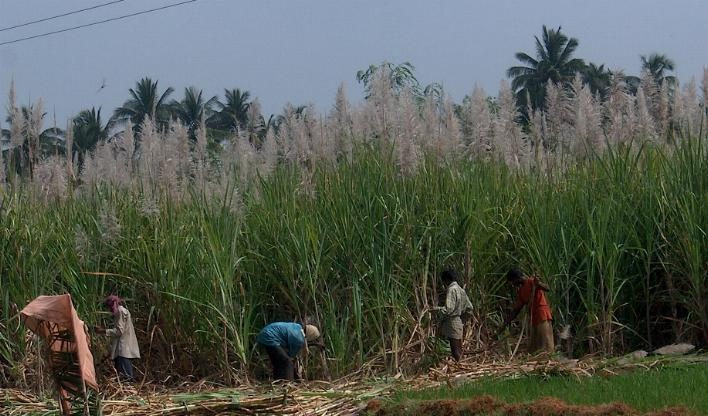
Recoltarea manuală a plantei

Azi trestia de zahăr este produsă pe tot globul, ea reprezentând 79% din producția de zahăr din lume.
| Producția de trestie de zahăr – 2020 | Producția de trestie de zahăr – 2020 |
| Țara                                 | Milioane de tone                     |
| ------------------------------------ | ------------------------------------ |
| Brazilia                             | 757.1                                |
| India                                | 370.5                                |
| China                                | 108.1                                |
| Thailanda                            | 75.0                                 |
| Total mondial                        | 1870                                 |
| Sursa: FAOSTAT, ONU                  |                                      |

Munca pe plantațiile de trestie de zahăr este slab plătită, ea fiind frecvent efectuată de către copii.